# Klaus Dieter Güse
Klaus Dieter Güse (* 14. März 1925 in Hannover; † 26. Juni 1987 ebenda) war ein deutscher Unternehmer und Fechtsportler.

## Leben
Klaus Dieter Güse wurde am 14. März 1925 in Hannover als Sohn eines Süßwarenfabrikanten geboren. Beim Tode seines Vaters 1958 erbte er dessen Firma (Trüffelgüse), die er weiter ausbaute und zu einem bedeutenden Unternehmen für getrüffelte Pralinen und andere Süßwaren machte.

## Sportliche Leistungen und Sportfunktionär
Güse betrieb von früher Jugend an den Fechtsport. Er war Mitglied des Turnclubs zu Hannover, Abteilung Fechten. Mit diesem Verein, der elfmal Deutscher Fechtmannschaftsmeister wurde, wurde er selbst fünfmal Deutscher Meister. Dafür erhielt er zusammen mit der Fechtmannschaft des Turnclubs Hannover am 7. Dezember 1956 das Silberne Lorbeerblatt.
Nach Beendigung seiner aktiven Sportlerlaufbahn übernahm er im Deutschen Fechter-Bund ehrenamtliche Aufgaben und wurde von 1978 bis 1986 dessen Präsident. Nach seinem Ausscheiden aus diesem Amt 1986 aus gesundheitlichen Gründen wurde er zum Ehrenpräsidenten des Deutschen Fechter-Bundes ernannt. Auch international bekleidete er Ehrenämter und war u. a. Vizepräsident des Internationalen Fechtverbandes.
Güse war auch sportliterarisch tätig. Zusammen mit Andreas Schirmer schrieb er das Buch Faszination Fechten. Er wurde außerdem in die niedersächsische Hall of Fame aufgenommen.